# Stichtse Vecht

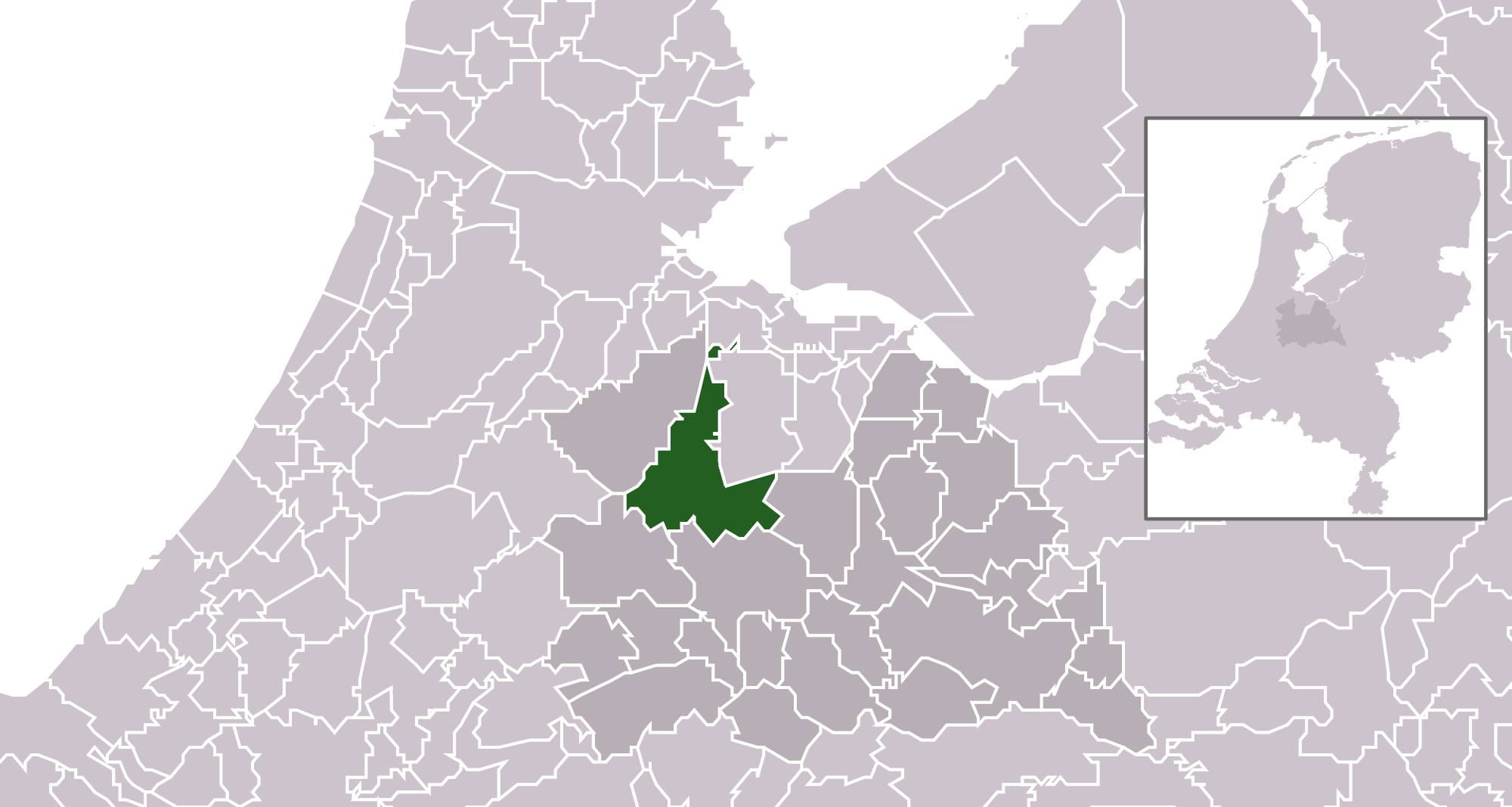
Lägeskarta

Stichtse Vecht är en kommun i provinsen Utrecht i Nederländerna. Kommunens totala area är 106,82 km² (där 10,2 km² är vatten) och invånarantalet är på 64 411 invånare (2017).